# 1085
Năm 1085 là một năm trong lịch Julius.